# Апааимбары
Апааимбары — посланники Анцва (пророки), проводники его божьей воли — доброй или злой.
Апааимбары пребывают на Земле, они распространяют волю Анцва в мире, апааимбар может быть служителем добра или же зла, если на то воля Анцва. Апааимбары наблюдают за порядком в мире, чтобы люди соблюдали волю Анцва, своего создателя.

## Происхождения термина
Термин «апааимбар» персидского происхождения и идет от слова «пайгамбар», что на фарси означает «приносящий весть». Неизвестно, когда термин проник в Абхазию и как до этого называли апааимбаров.